# Olga Pavlovna da Rússia
Olga Pavlovna da Rússia (Russo: Ольга Павловна; 22 de Julho de 1792 - 26 de Janeiro de 1795) foi uma grã-duquesa da Rússia como a segunda filha mais nova e a sétima criança do imperador Paulo I da Rússia e sua consorte da imperatriz, Sofia Doroteia de Württemberg

## Nascimento
A grã-duquesa Olga nasceu como a quinta filha dos pais e a sétima filha. Seu nascimento não foi recebido com muita felicidade por sua avó paterna, Catarina II da Rússia, que afirmou que "muitas meninas, todas casadas, não contarão a ninguém". Mais tarde ela escreveu:
A Grã-Duquesa nos tratou com uma quinta filha, cujos ombros são quase tão largos quanto os meus. Como a grã-duquesa estava em trabalho de parto por dois dias e finalmente deu à luz no dia 11 de julho, dia de Santa Olga de Quieve, que foi batizada em Constantinopla no ano de 956, eu disse: "Bem, teremos dois feriados em vez de um " e assim ela foi batizada Olga.

## Morte
A grã-duquesa de quase três anos faleceu em 26 de janeiro de 1795. Uma carta para Catarina II da Rússia, dizia:
A 13ª Grã-Duquesa, Olga, morreu. E imagine por que? Durante dezoito semanas, ela revelou uma fome e ela constantemente pediu para comer, porque ela cresceu muito para seus dois anos e meio, naquela época muitos molares vieram de uma vez, e depois de dezesseis semanas de sofrimento e uma febre debilitante lenta ocorreu diariamente, ela morreu entre sete e oito horas da noite ...

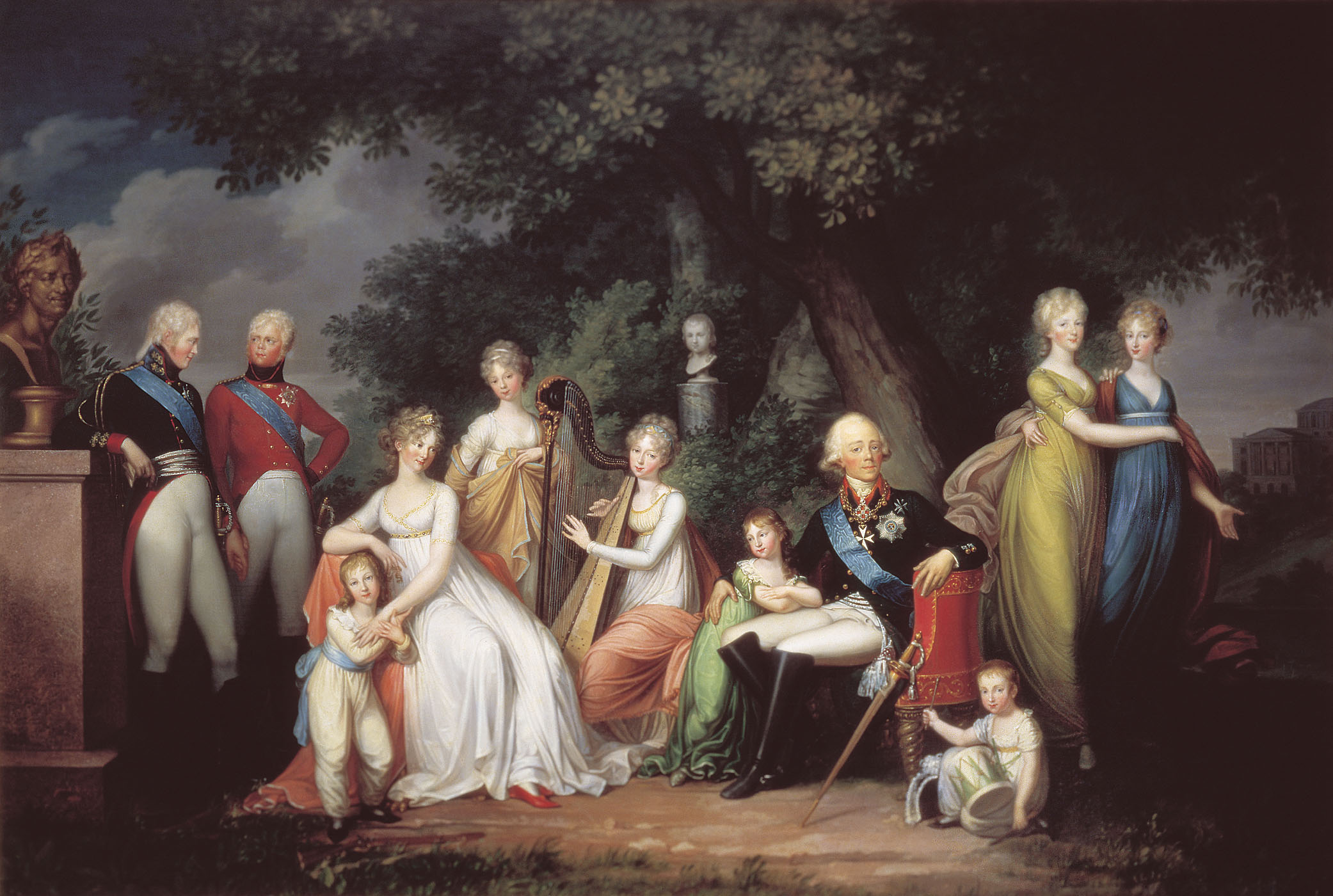
A família de Paulo I, de Gerhard von Kügelgen, 1800.

No mesmo ano, Gavrila Derzhavin dedicou um poema à sua morte, intitulado "Sobre a morte da grã-duquesa Olga Pavlovna", assim como ele dedicou um poema a ela quando ela nasceu. Dos dez filhos nascidos de Paulo e Sofia, Olga foi a única que morreu durante a infância. O funeral foi realizado no Mosteiro Alexandre Nevsky, o local de sepultamento de Olga. A própria Imperatriz estava no funeral, vestida com um vestido branco, cabelos grisalhos desgrenhados, pálidos e silenciosos. Em 1800, quando Olga teria oito anos, Gerhard von Kügelgen pintou um retrato da família de Paulo I. Atrás da família, um busto de Olga ficava na frente de uma floresta.